# Liste in Serbien vorhandener Dampflokomotiven
Dies ist eine Liste erhaltener Dampflokomotiven auf dem Gebiet von Serbien (und Kosovo).
Diese Seite wird mit dem Projekt Lokstatistik von Josef Pospichal abgestimmt.

## Normalspurlokomotiven
| Foto                       | Nummer oder Name | Bauart / Achsfolge | Hersteller    | Fabrik- nr. | Baujahr | Historie                                                                 | Eigentümer / Betreiber / Strecke | Standort       | Bemerkungen                                                                                          |
| -------------------------- | ---------------- | ------------------ | ------------- | ----------- | ------- | ------------------------------------------------------------------------ | -------------------------------- | -------------- | --- |
|                            | JDŽ 01-019       | 1’C1’-h4           | Schwartzkopff | 7929        | 1922    | SHS 1019 → JDŽ 01-019                                                    |                                  | Lapovo         | Wrack                                                                                                |
|                            | JDŽ 01-035       | 1’C1’-h4           | Schwartzkopff | 7945        | 1922    | SHS 1035 → JDŽ 01-035                                                    |                                  | Niš            | aufgestellt                                                                                          |
|                            | JDŽ 01-043       | 1’C1’-h4           | Schwartzkopff | 7953        | 1922    | SHS 1043 → JDŽ 01-043                                                    |                                  | Polje, Kosovo  | aufgestellt                                                                                          |
|                            | JDŽ 01-070       | 1’C1’-h4           | Schwartzkopff | 7991        | 1922    | SHS 1070 → JDŽ 01-070                                                    |                                  | Subotica       | aufgestellt                                                                                          |
|                            | JDŽ 01-085       | 1’C1’-h4           | Karlsruhe     | 2247        | 1922    | SHS 1085 → JDŽ 01-085                                                    |                                  | Beograd        | |
|                            | JDŽ 01-088       | 1’C1’-h4           | Karlsruhe     | 2250        | 1922    | SHS 1088 → JDŽ 01-088                                                    |                                  | Beograd        | betriebsfähig?                                                                                       |
|                            | JDŽ 01-121       | 1’C1’-h4           | Schwartzkopff | 4875        | 1912    | SDŽ 121 → SHS 121                                                        |                                  | Crveni Krst    | abgestellt                                                                                           |
|                            | JDŽ 05-025       | 2’C1’-h2           | Schwartzkopff | 9631        | 1930    | SHS 389.325 → JDŽ 05-025                                                 |                                  | Niš, MIN       | aufgestellt                                                                                          |
|                            | JDŽ 11-022       | 2’D-h2             | Bp            | 5581        | 1947    | JDŽ 11-022                                                               |                                  | Beograd        | Eine der drei Lokomotiven, die für den Blauen Zug von Josip Broz Tito reserviert waren               |
|                            | JDŽ 16-018       |                    | Đuro Đaković  | 5           | 1938    | JDŽ 16-018                                                               |                                  | Smederevo      | aufgestellt                                                                                          |
|                            | JDŽ 17-035       |                    | Bp            | 4434        | 1917    | MAV 342,231 → SHS 342.231                                                |                                  | Niš            | aufgestellt                                                                                          |
|                            | JDŽ 20-100       | 1’C h2             | Hen           | 19093       | 1922    | SHS 6100 → JDŽ 20-100                                                    |                                  | Niš            | aufgestellt                                                                                          |
|                            | JDŽ 20-149       | 1’C h2             | AEG           | 2466        | 1922    | SHS 6149 → JDŽ 20-149                                                    |                                  | Zrenjanin      | abgestellt                                                                                           |
|                            | JDŽ 20-196       | 1’C h2             | RhM           | 539         | 1922    | SHS 6196 → JDŽ 20-196                                                    |                                  | Sombor         | aufgestellt                                                                                          |
|                            | JDŽ 26-079       | 1'D h2             | Hohz          | 4295        | 1923    | SHS 7079 → JDŽ 26-079                                                    |                                  | Niš            | |
|                            | JDŽ 33-087       | 1’E-h2             | Hen           | 28366       | 1944    | DRB 52 2802 → ÖStB; → ´46:JDŽ                                            |                                  | Beograd        | in Betrieb                                                                                           |
|                            | JDŽ 33-126       | 1’E-h2             | Schw          | 12496       | 1943    | DRB 52 6055 → JDŽ 33-126                                                 |                                  | Donja Ratina   | stat. Kessel                                                                                         |
|                            | JDŽ 33-128       | 1’E-h2             | Schw          | 12654       | 1944    | DRB 52 6213 → JDŽ 33-128                                                 |                                  | Obrenovac      | stat. Kessel                                                                                         |
|                            | JDŽ 33-214       | 1’E-h2             | Flor          | 17281       | 1944    | DRB 52 3769 → JDŽ 33-214                                                 |                                  | Zrenjanin      | abgestellt                                                                                           |
|                            | JDŽ 33-338       | 1’E-h2             | Schw          | 12637       | 1943    | DRB 52 6196 → CCCP T3-6196 → ´66:JDŽ                                     |                                  | Zrenjanin      | "Closed Sinvoz Workshop"                                                                             |
|                            | JDŽ 38-072       |                    | Đuro Đaković  | 603         | 1957    | JDŽ 38-072                                                               |                                  | Beograd        | aufgestellt                                                                                          |
|                            | JDŽ 50-100       |                    | Bp            | 4848        | 1923    | MAV 376,586 → ´45:JDŽ                                                    |                                  | Zf. Crvenka    | aufgestellt                                                                                          |
| 51-007 in Novi Sad (2015)  | JDŽ 51-007       |                    | Bp            | 4895        | 1935    | SHS 375.957 → ´41:MAV 375,590 → JDŽ                                      |                                  | Novi Sad       | aufgestellt                                                                                          |
| 51-037 in Zrenjanin (2023) | JDŽ 51-037       |                    | Bp            | 3730        | 1915    | MAV 375,524 → SHS 375.524                                                |                                  | Zrenjanin      | aufgestellt                                                                                          |
|                            | JDŽ 51-052       |                    | Ist           | 43          | 1917    | MAV 375,880 → SHS 375.880                                                |                                  | Beograd        | in Betrieb                                                                                           |
|                            | JDŽ 51-088       |                    | Bp            | 2259        | 1909    | MAV 7374 → MAV 375,347 → SHS 375.347                                     |                                  | Beograd        | |
|                            | JDŽ 51-129       |                    | Bp            | 4371        | 1917    | Banja Luka - Dobrljin 11" → JDŽ 155-001                                  |                                  | Sombor         | abgestellt                                                                                           |
|                            | JDŽ 51-152       |                    | Bp            | 4691        | 1922    | MAV 375,543 → ´45:JDŽ 51-152                                             |                                  | Vrsac          | aufgestellt                                                                                          |
|                            | JDŽ 51-159       |                    | Bp            | 3951        | 1916    | MAV 375,812 → ´45:JDŽ 51-159                                             |                                  | Kikinda        | aufgestellt                                                                                          |
|                            | JDŽ 60-004       |                    | Vulcan        | 2741        | 1915    | SDŽ 063 → SHS 063                                                        |                                  | Vrbas          | aufgestellt                                                                                          |
|                            | JDŽ 61-002       |                    | Henschel      | 19489       | 1922    | SHS 2002 → JDŽ 61-002                                                    |                                  | Niš            | aufgestellt                                                                                          |
|                            | JDŽ 61-016       |                    | Henschel      | 19503       | 1922    | SHS 2016 → JDŽ 61-016                                                    |                                  | Kraljevo (?)   | Lokomotive war im November 2024 in ebay zum Verkauf ersichtlich                                      |
|                            | JDŽ 61-023       |                    | Henschel      | 19510       | 1923    | SHS 2023 → JDŽ 61-023                                                    |                                  | Čačak          | abgestellt                                                                                           |
|                            | JDŽ 61-058       |                    | Hohenzollern  | 2786        | 1911    | SDŽ 210 → SHS 210                                                        |                                  | Niš, MIN       | |
|                            | JDŽ 62-047       | C-n2t              | Port          | 7585        | 1943    | USTC 5042 (?) → JDŽ 62-047                                               |                                  | Lapovo         | Wrack                                                                                                |
|                            | JDŽ 62-073       | C-n2t              | Vulcan        | 4545        | 1944    | USTC 6175 → JDŽ 62-073                                                   |                                  | Smederevo      | betriebsfähig                                                                                        |
|                            | JDŽ 62-074       | C-n2t              | Vulcan        | 4546        | 1944    | USTC 6176 → JDŽ 62-074                                                   |                                  | Ruma           | aufgestellt                                                                                          |
|                            | JDŽ 62-086       | C-n2t              | Port          | 7514        | 1942    | USTC 1400 → JDŽ 62-086                                                   |                                  | Pančevo        | aufgestellt                                                                                          |
|                            | JDŽ 62-088       | C-n2t              | Port          | 7526        | 1943    | USTC 1412 → JDŽ 62-088                                                   |                                  | Smederevo      | in Betrieb                                                                                           |
|                            | JDŽ 62-095       | C-n2t              | Port          | 7518        | 1943    | USTC 1404 → JDŽ 62-095                                                   |                                  | Prokuplje      | aufgestellt                                                                                          |
|                            | JDŽ 62-096       | C-n2t              | Port          | 7414        | 1942    | USTC 1258 → JDŽ 62-096                                                   |                                  | Crveni Krst    | abgestellt                                                                                           |
|                            | JDŽ 62-107       | C-n2t              | Đuro Đaković  |             | 1956    | JDŽ 62-107                                                               |                                  | Smederevo      | betriebsfähig                                                                                        |
|                            | JDŽ 62-115       | C-n2t              | Đuro Đaković  | 621         | 1957    | JDŽ 62-115                                                               |                                  | Lapovo         | Wrack                                                                                                |
|                            | JDŽ 62-116       | C-n2t              | Đuro Đaković  | 623         | 1956    | JDŽ 62-116                                                               |                                  | Lapovo         | aufgestellt                                                                                          |
| 62-117 in Vreoci (2003)    | JDŽ 62-117       | C-n2t              | Đuro Đaković  | 622         | 1956    | JDŽ 62-117                                                               |                                  | Vreoci         | betriebsfähig                                                                                        |
|                            | JDŽ 62-120       | C-n2t              | Đuro Đaković  |             |         | JDŽ 62-120                                                               |                                  | Zrenjanin      | Rahmen vorh.                                                                                         |
|                            | JDŽ 62-127       | C-n2t              | Đuro Đaković  | 620         | 1956    | JDŽ 62-127                                                               |                                  | Vreoci         | betriebsfähig                                                                                        |
|                            | JDŽ 120-019      | C n2v              | Bp            | 1887        | 1906    | MAV 7192 → MAV 370,092 → SHS 370.092                                     |                                  | Resavica       | abgestellt                                                                                           |
|                            | JDŽ 126-014      | C n2v              | Bp            | 1268        | 1898    | MAV 3219 → MAV 325,079 → SHS 325.079                                     |                                  | Resavica       | abgestellt                                                                                           |
|                            | JDŽ 151-012      | C n2t              | Floridsdorf   | 549         | 1884    | Südbahn 1806 → SHS 1806 → JDŽ 151-012 → FS; JDŽ                          |                                  | Beograd        | nach Lokschuppeneinsturz verlegt                                                                     |
|                            | JDŽ 152-077      | C n2t              | Bp            | 284         | 1889    | MAV 1050 → MAV 5261 → MAV 377,081 → ´45:JDŽ 152-077                      |                                  | Crveni Krst    | aufgestellt                                                                                          |
|                            | JDŽ 154-008      | 1'C n2t            | Saronno       | 498         | 1914    | FS 875.083                                                               |                                  | Smederevo      | aufgestellt                                                                                          |
|                            | Aleksinac 10     |                    | Flor          | 312         | 1881    | Südbahn 61 → SHS 61 → JDŽ 162-004                                        |                                  | Crveni Krst    | aufgestellt                                                                                          |
|                            | LBV 001          |                    | Sinvoz        | 001         | 1987    | UB ex 62-678                                                             |                                  | Lucani         | in Betrieb                                                                                           |
| Belgrad (2019)             | 44-004           |                    | Gouin         |             | 1864    | Suez Canal Co → Hafen Smyrna → Ottomanische Eisenbahn 77* → Uljanik Pula |                                  | Beograd        | Älteste Dampflokomotive in Serbien, bei Metalldiebstahl schwer beschädigt. Blue-Train-Depot Topčider |
|                            | 48-85            |                    | O&K           | 4885        | 1911    |                                                                          |                                  | Čuprija        | betriebsfähig                                                                                        |
|                            | 53-46            |                    | Meus          | 5346        | 1956    |                                                                          |                                  | Loznica        | in Betrieb                                                                                           |
|                            | 53-47            |                    | Meus          | 5347        | 1956    |                                                                          |                                  | Loznica        | in Betrieb                                                                                           |
|                            | 62-321           | C-n2t              | Đuro Đaković  | 321         | 1953    |                                                                          |                                  | Zf. Čuprija    | betriebsfähig                                                                                        |
|                            | 62-364           | C-n2t              | Đuro Đaković  | 364         | 1953    |                                                                          |                                  | Jagodina       | in Betrieb                                                                                           |
|                            | 62-365           | C-n2t              | Đuro Đaković  | 365         | 1953    | Sartid Smederevo                                                         |                                  | Smederevo      | in Betrieb                                                                                           |
|                            | 62-369           | C-n2t              | Đuro Đaković  | 369         | 1953    | Sartid Smederevo                                                         |                                  | Smederevo      | |
|                            | 62-377           | C-n2t              | Đuro Đaković  | 377         | 1954    |                                                                          |                                  | Jagodina       | betriebsfähig                                                                                        |
| Vreoci (2003)              | 62-635           | C-n2t              | Đuro Đaković  | 635         | 1955    |                                                                          |                                  | Vreoci         | in Betrieb                                                                                           |
|                            | 62-636           | C-n2t              | Đuro Đaković  | 636         | 1955    |                                                                          |                                  | Obilić, Kosovo | abgestellt                                                                                           |
|                            | 62-642           | C-n2t              | Đuro Đaković  | 642         | 1957    |                                                                          |                                  | Jagodina       | betriebsfähig                                                                                        |
|                            | 62-643           | C-n2t              | Đuro Đaković  | 643         | 1958    |                                                                          |                                  | Vreoci         | in Betrieb                                                                                           |
|                            | 62-648           | C-n2t              | Đuro Đaković  | 648         | 1958    |                                                                          |                                  | Adrovac        | |
|                            | 62-670           | C-n2t              | Đuro Đaković  | 670         | 1960    |                                                                          |                                  | Obilić, Kosovo | in Betrieb                                                                                           |
|                            | 62-671           | C-n2t              | Đuro Đaković  | 671         | 1960    |                                                                          |                                  | Zrenjanin      | |
|                            | 62-676           | C-n2t              | Đuro Đaković  | 676         | 1960    |                                                                          |                                  | Obilić, Kosovo | Jüngste Normalspurdampflokomotive in Serbien                                                         |

## Schmalspurlokomotiven 600 mm
Schmalspurstrecken mit 600-mm-Spurweite wurden entweder für innerbetriebliche Zwecke gebaut oder stammten von Strecken der Deutschen Heeresfeldbahn aus dem Ersten Weltkrieg.
| Foto                              | Nummer oder Name     | Bauart / Achsfolge | Hersteller | Fabrik- nr. | Baujahr | Historie                           | Eigentümer / Betreiber / Strecke | Standort                                                    | Bemerkungen                                                                                      |
| --------------------------------- | -------------------- | ------------------ | ---------- | ----------- | ------- | ---------------------------------- | -------------------------------- | ----------------------------------------------------------- | ------------------------------------------------------------------------------------------------ |
|                                   | DHFB 1415            | D n2t              | Schw       | 6316        | 1917    | SHS 1415 → JDŽ 99.4-084 → 99.4-084 |                                  | Beograd                                                     | aufgestellt                                                                                      |
| ĐĐ 88, Waldbahn Mokra Gora (2003) | Višnjičevo           |                    | ĐĐ         | 88          | 1947    | 88                                 |                                  | Šargan                                                      | betriebsfähig                                                                                    |
|                                   |                      |                    | Kren       | 914         | 1940    | 914                                |                                  | Smederevo                                                   | abgestellt                                                                                       |
| Pozega (2016)                     | ´41 ex Frankreich    |                    |            |             | 1917    | Kostolac                           |                                  | Požega                                                      | aufgestellt, eine von nur noch zwei weltweit existierenden Lokomotiven der Bauart Péchot-Bourdon |
|                                   | Majdanpek            |                    |            |             | 1882    | MILAN                              |                                  | Požega                                                      | aufgestellt                                                                                      |
|                                   | 99.3-016, Baba Milka | C n2t              | O & K      | 7908        | 1917    |                                    |                                  | Niš, vor der Eisenbahnverwaltung, Platz Alexander der Große | aufgestellt, ex HF 508 B                                                                         |
|                                   | ohne Nr.             |                    | ĐĐ         | 208         | 1949    |                                    |                                  | Aleksinac                                                   | zerlegt                                                                                          |

## Schmalspurlokomotiven 760 mm
So wie in Österreich-Ungarn wurden öffentliche Schmalspurbahnen in Serbien fast ausschließlich in der Bosnischen Spurweite (760 mm) gebaut
| Foto                               | Nummer oder Name                  | Bauart / Achsfolge | Hersteller | Fabrik- nr. | Baujahr | Historie | Eigentümer / Betreiber / Strecke | Standort                     | Bemerkungen                                                          |
| ---------------------------------- | --------------------------------- | ------------------ | ---------- | ----------- | ------- | --- | -------------------------------- | ---------------------------- | -------------------------------------------------------------------- |
|                                    | 73-002                            | 1'C1'h2            | KrLi       | 5770        | 1907    | BHStB 152 → SHS 168 → JDŽ 73-002                                                                                     |                                  | Požega                       | aufgestellt                                                          |
|                                    | 82-007                            | D n2t              | SLM        | 2162        | 1911    | Bergwerk Bor 2 → ´55: JŽ                                                                                             |                                  | Požega                       | aufgestellt                                                          |
| 83-017 in Čačak (2019)             | 83-017                            | D’1 n2v            | Bp         | 4979        | 1929    | SHS 1317 → JDŽ 83-017                                                                                                |                                  | Čačak                        | aufgestellt                                                          |
|                                    | 83-029                            |                    | Bp         | 4991        | 1929    | SHS 1329 → JDŽ 83-029                                                                                                |                                  | Lapovo                       | aufgestellt                                                          |
|                                    | 83-035                            |                    | Jung       | 3809        | 1926    | SOŽ П 12 → ´63: JŽ 83-035"                                                                                           |                                  | Mladenovac                   | aufgestellt                                                          |
|                                    | 83-037                            |                    | Bp         | 4999        | 1929    | SHS 1337 → JDŽ 83-037                                                                                                |                                  | Požega                       | aufgestellt                                                          |
|                                    | 83-052                            |                    | Jung       | 3534        | 1923    | SHS RU 8 → JDŽ 83-052                                                                                                |                                  | Šargan                       | bis 2019 betriebsfähig im September 2024 nach Banovići zur Reparatur |
|                                    | 83-062                            |                    | Jung       | 3544        | 1923    | SHS RU 18 → JDŽ 83-062                                                                                               |                                  | Požega                       | aufgestellt                                                          |
| 83-173 in Mokra Gora (2003)        | 83-173                            |                    | ĐĐ         | 129         | 1919    | JDŽ 83-173 |                                  | Šarganska osmica             | nicht betriebsfähig                                                  |
| 83-182 in Lajkovac (2020)          | 83-182                            |                    | ĐĐ         | 138         | 1948    | JDŽ 83-182 |                                  | Lajkovac                     | aufgestellt                                                          |
|                                    | 85-005                            |                    | Bp         | 5034        | 1930    | SHS 1505 -> JDŽ 85-005                                                                                               |                                  | Zrenjanin                    | 2022 verschrottet                                                    |
| 85-045 in Užice (2003)             | 85-045                            | 1’D1’ h2           | ĐĐ         | 32          | 1940    | |                                  | Užice                        | aufgestellt                                                          |
|                                    | 92-043                            | (1’C)C h4v         | He         | 19471       | 1922    | SHS 14343 → JDŽ 92-043                                                                                               |                                  | Požega                       | aufgestellt                                                          |
|                                    | UNRRA 22                          |                    | Port       | 8068        | 1945    | JDŽ 22 |                                  | letzte Sichtung in Zrenjanin | Status unklar, war gemeinsam mit 85-005 eingelagert                  |
| 25-27 im Bahnhof Mokra Gora (2003) | 25-27                             |                    | ČKD        | 2527        | 1949    | |                                  | Šarganska osmica             | nicht betriebsfähig                                                  |
|                                    | 1121-19                           |                    | Chrz       | 11969       | 1948    | Petar Mečava, Travnik; Bratstvo, Novi Travnik; PDI Janj, Donji Vakuf                                                 |                                  | Lajkovac                     | wartet auf Reparatur                                                 |
|                                    | U 8                               |                    | Port       | 8245        | 1950    | |                                  | Smederevo                    | abgestellt                                                           |
|                                    | U 11                              |                    | Port       | 8248        | 1950    | |                                  | Smederevo                    | abgestellt                                                           |
| ELZA in Mokra Gora (2003)          | ELZA                              | C n2t              | O&K        | 6320        | 1913    | Graf Csekonics Endre, Zsombolya uradalma, Juliamajor → Zuckerfabrik Zrenjanin → 04.2000 Museumsbahn, Mokra Gora ELZA |                                  | Šarganska osmica             | nicht betriebsfähig                                                  |
|                                    | Kisatroser Waggonfabrik, Sarajevo |                    | O&K        | 10965       | 1927    | Varda PLANKA; ´49: Maglić 10-965; Krivaja KNEŽEVIC II; ´61: Gostović                                                 |                                  | Mokra Gora                   | aufgestellt                                                          |
|                                    | Hügel&Sager 2                     |                    | KrMü       | 264         | 1873    | ´82 → BHStB 21 RAMA                                                                                                  |                                  | Požega                       | Älteste Lokomotive Bosnischer Spur weltweit                          |
|                                    | CFF 764.427                       |                    | Res        | 1683        | 1954    | Comanesti, Turda 764.427 ´05 → Serbien                                                                               |                                  | Mokra Gora                   | Jüngste Schmalspurdampflokomotive in Serbien                         |

## Schmalspurlokomotiven 900 mm
Schmalspurstrecken mit Spurweite 900 mm gab es in Serbien nur in Minen bzw. Bergwerksbetrieben.
| Foto                         | Nummer oder Name | Bauart / Achsfolge | Hersteller | Fabrik- nr. | Baujahr | Historie | Eigentümer / Betreiber / Strecke | Standort  | Bemerkungen   |
| ---------------------------- | ---------------- | ------------------ | ---------- | ----------- | ------- | -------- | -------------------------------- | --------- | ------------- |
|                              | 9                |                    | Dav        | 2885        | 1945    |          |                                  | Kostolac  | betriebsfähig |
|                              | 10               |                    | Dav        | 2886        | 1945    |          |                                  | Kostolac  | Heizlok       |
|                              | 12               |                    | Dav        |             |         |          |                                  | Kostolac  | aufgestellt   |
|                              | 13               |                    | Dav        |             |         |          |                                  | Kostolac  | betriebsfähig |
|                              | 14               |                    | Dav        |             |         |          |                                  | Kostolac  | betriebsfähig |
| Porter 8253/1950 #181 in Bor | 181              |                    | Port       | 8253        | 1950    |          |                                  | Bor       | aufgestellt   |
| 53-17 in Vreoci (2003)       | 53-017           |                    | Dec        | 5317        | 1953    |          |                                  | Vreoci    | abgestellt    |
| 53-18 in Vreoci (2003)       | 53-018           |                    | Dec        | 5318        | 1953    |          |                                  | Vreoci    | abgestellt    |
|                              | 53-019           |                    | Dec        | 5319        | 1953    |          |                                  | Smederevo | abgestellt    |
|                              | 53-028           |                    | Dec        | 5328        | 1953    |          |                                  | Vreoci    | in HU         |
|                              | 53-029           |                    | Dec        | 5329        | 1953    |          |                                  | Vreoci    | abgestellt    |